# Pycnopygius
Genre
Pycnopygius est un genre de passereaux de la famille des Meliphagidae.

## Liste des espèces
Selon la classification de référence du Congrès ornithologique international (version 6.4, 2016) :
- Pycnopygius cinereus (Sclater, PL, 1874) - Méliphage marbré
  - Pycnopygius cinereus cinereus (Sclater, PL, 1874)
  - Pycnopygius cinereus dorsalis Stresemann & Paludan, 1934
  - Pycnopygius cinereus marmoratus (Sharpe, 1882)
- Pycnopygius ixoides (Salvadori, 1878) - Méliphage ocré
  - Pycnopygius ixoides cinereifrons Salomonsen, 1966
  - Pycnopygius ixoides finschi (Rothschild & Hartert, 1903)
  - Pycnopygius ixoides ixoides (Salvadori, 1878)
  - Pycnopygius ixoides proximus (Madarász, 1900)
  - Pycnopygius ixoides unicus Mayr, 1931
- Pycnopygius stictocephalus (Salvadori, 1876) - Méliphage à tête rayée